# Spieringpolder
De Spieringpolder was een polder en een waterschap in de gemeente Wissenkerke op Noord-Beveland, in de Nederlandse provincie Zeeland. De polder heeft een oppervlakte van 168,89 hectare waarop landbouw wordt bedreven.
Op 4 juli 1855 kregen de ambachtsgerechtigden van Soelekerke, Geersdijk en Wissenkerke en Servaas Tak, eigenaar van het Spieringschor het octrooi voor de bedijking van enkele schorren ten zuiden van de Soelekerkepolder. In 1856 was de bedijking een feit.
De bedijking ging niet zonder slag of stoot. 600 dijkwerkers waren te werk gesteld en kregen loon betaald naar de hoeveelheid ophoging. Voor elke decimeter ophoging werd een bepaalde hoeveelheid loon betaald. Nadat meerdere malen de dijk wegsloeg en de arbeiders zonder bijbetaling het werk opnieuw moesten doen, vonden de dijkwerkers het welletjes en eisten een hoger loon. Dit werd geweigerd, waarna de dijkwerkers in staking gingen. Politie en burgemeester moesten er aan te pas komen om de dijkwerkers weer rustig te krijgen.
De polder werd vernoemd naar de Spieringschors en ging over in handen van de opdrachtgevers Gustave Scribe en Oscar Mechelynk uit Gent. In 1878 is de polder verpacht aan J van Nieuwehuizen. Aan de oostkant was een landbouwhaventje met weegbrug geschikt voor schepen tot 250 ton.
Tussen 1884 en 1922 zijn er zeven dijkvallen geweest aan de oostzijde van de polder. De diepte van het buitendijkse getijwater was circa 25 meter, wat zorgde voor een enorme getijstroom op die plaats. De bedijking van de polder is in die jaren vier keer aangepast om de dijk te verstevigen. Ook zijn er strandhoofdjes en golfbrekers dwars op de dijk het water ingelegd om de sterke stroming te keren. In 1920 werd de Spieringpolder te koop aangeboden. De animo was niet groot, aangezien de polder diverse keren onder water was gelopen wegens dijkdoorbraak.
In 1925 heeft Jan van de Velde uit Yerseke een mosselperceel aangelegd langs de zwakke plek, met als doel de ondergrond te verstevigen. Mossels zorgen voor de aanvoer van slik. De slik zorgt ervoor dat de ondergrond verstevigt en vormt een buffer voor de dijk, waardoor de dijk beter bestand is tegen de invloed van het getij. Na 1925 is de dijk niet meer doorgebroken. Ook tijdens de watersnoodramp van 1953 bleef de polder gespaard. 
In 1927 is de polder in zijn geheel verkocht aan oesterkweker Jan van de Velde uit Yerseke voor de prijs van 167.000 gulden.
In 1961 is het Veersegat als onderdeel van de Deltawerken afgesloten waardoor er geen getijstroom meer was langs de Spieringpolder. Het getijdewater de Zandkreek veranderde in het stilstaande water het Veerse Meer.
Buiten de polderdijken van de Spieringpolder bevonden zich tot begin zestiger jaren slikken en schorren. Deze zijn gedeeltelijk in cultuur gebracht als landbouwgrond en bos.